# Division 1B
Die Division 1B, Sponsorenname Challenger Pro League, ist die zweithöchste belgische Fußball-Liga.
Bis zur Saison 2015/16 nahmen an der 2. Division 18 Mannschaften teil. Mit der Saison 2016/17 wurde eine umfangreiche Ligenreform durchgeführt, in deren Zuge die zweite Ebene auf nur noch 8 Mannschaften verkleinert und in Division 1B umbenannt wurde. In der Saison 2022/23 spielten 12 Mannschaften in ihr; ab der Saison 2023/24 sind es 16 Mannschaften.

## Geschichte
Die zweite belgische Fußballliga blickt auf eine mehr als 100-jährige Tradition zurück. Der belgische Fußballverband führte 1909 unter der Bezeichnung Promotion eine landesweite zweithöchste Spielklasse unterhalb der Division I ein. Erster Sieger wurde RC de Malines. In den Jahren 1914 bis 1919 und erneut 1939 bis 1941 sowie 1944/45 fand kriegsbedingt kein Wettbewerb statt. Ab 1923 wurde die Liga in zwei Staffeln ausgespielt, Promotion A und Promotion B. Nur drei Jahre später wurde die Liga in Division I umbenannt – die höchste Spielklasse hieß nun Division d'Honneur – und bestand nunmehr aus nur einer Staffel mit 14 Mannschaften.
Zur Saison 1930/31 kehrte der Fußballverband zum System mit zwei Staffeln à 14 Klubs zurück. Die beiden Staffelmeister stiegen in die Division d'Honneur auf, während aus jeder Staffel die beiden Letztplatzierten den Gang in die dritte Liga antreten mussten. Ab 1952 trug die zweithöchste belgische Spielklasse die Bezeichnung Division II und bestand aus nur noch 16 Vereinen.
Ab der Spielzeit 1974/75 wurde ein Play-off eingeführt: Während der Meister direkt in die Division I aufstieg, spielten die Mannschaften auf den Plätzen zwei bis fünf im Ligamodus einen weiteren Aufsteiger aus. Ab der Saison 1993/94 gab es für einen Sieg drei Punkte, statt wie bisher nur zwei. Ein Jahr später wurde die Zahl der teilnehmenden Mannschaften von 16 auf 18 aufgestockt.
Zwischen 2008 und 2010 war die Liga nach ihrem Hauptsponsor, dem Pay-TV-Anbieter EXQI benannt, der auch die Rechte zur TV-Ausstrahlung besitzt. Zuvor firmierte die Liga von 1952 bis 2008 unter der Bezeichnung Division II (niederländisch: Tweede klasse), zuvor von 1926 bis 1952 als Division I.
Vor der Saison 2007/08 kam es zu einer weiteren Aufstockung auf 19 Teams. Verantwortlich dafür war ein Streit zwischen den beiden Finalisten des Play-off der dritten Liga, KFC Verbroedering Geel und UR Namur, in dessen Folge der belgische Fußballverband per Gerichtsentscheid gezwungen war, beide Mannschaften in die Liga aufzunehmen. Zwischen 2008 und 2010 hieß die Liga EXQI-League.

## Namenshistorie
- 1909 bis 1926: Promotion

Liga-Logo von 2008 bis 2010

- 1926 bis 1952: 1. Division (Division I)
- 1952 bis 2016: 2. Division (Division II)
  - 2008 bis 2010: EXQI League
  - 2012 bis 2016: Belgacom League
- seit 2016: Division 1B
  - 2016 bis 2020: Proximus League
  - 2020 bis 2022: 1B Pro League
  - seit 2022: Challenger Pro League[1]

## Spielmodus
Bis 2019/20 wurde die Liga in zwei Perioden gespielt. Jede Periode bestand aus vierzehn Partien pro Mannschaft mit Hin- und Rückrunde. Die Punkte der beiden Perioden wurden zu einem Generalklassement addiert. Unterschieden sich die Gewinner der beiden Perioden, wurde in zwei Play-off-Spielen der Meister der Saison ausgespielt. Dieser stieg in die Division 1A auf.
Stets galt dabei eine Besonderheit bei der Berechnungsgrundlage der Tabellenplatzierung bei Punktgleichheit. Ähnlich wie in einigen anderen europäischen Ligen zählt in der Hauptrunde zuerst der direkte Vergleich der Siege und erst dann das Torverhältnisses. Im Gegensatz zu anderen Ligen, wie beispielsweise der Fußball-Bundesliga, sind die Spielpläne für die Hin- und Rückrunde nicht identisch (mit gedrehtem Heimrecht). Vielmehr wird jeweils für die Rückrunde ein völlig anderer Spielplan erstellt.
Die drei bestplatzierten Mannschaften des Generalklassements (außer dem Meister) spielten eine weitere Play-off-Runde mit den Siebt- bis Fünfzehntplatzierten der Division 1A. Der Gewinner dieser Play-offs trat in der UEFA Europa League an unter der Bedingung, dass die Auflagen zum Erhalt einer UEFA-Lizenz erfüllt waren.
Die vier letztplatzierten Mannschaften des Generalklassements spielten in einer Play-off-Runde um den Abstieg. Der Verlierer der Runde stieg in die Division 1 Amateur ab.
Seit der Saison 2019/20 wird der Modus durch Beschluss vom 7. Juni 2019 durch die Generalversammlung der Vereine der Pro League (alle Vereine der Division 1A und Division 1B) geändert.
Der Meister und Aufsteiger wird unverändert durch zwei Finalspiele der Sieger beider Tranchen ermittelt. Abweichend zur bisherigen Regelung sollten dann die Vereine auf den Plätzen 1 bis 6 der Division 1B (also einschließlich des Aufsteigers) zusammen mit den Vereinen auf den Plätzen 7 bis 16 der Ersten Division (also einschließlich des Absteigers aus der Ersten Division) in vier Gruppen zu je vier Vereinen in jeweils einer Doppelrunde gegeneinander spielen. Die Sieger der vier Gruppen sollten dann in zwei Halbfinalen die Teilnehmer am Play-off-2-Finale ermitteln. Halbfinale und Finale sollten dann jeweils mit Hin- und Rückspiel ausgetragen werden.
Der Sieger dieses Play-off-2-Finales sollte dann unverändert in einem weiteren Entscheidungsspiel gegen den Viert- oder Fünftplatzierten des Play-offs 1 um den letzten internationalen Startplatz spielen. Im Falle entsprechenden sportlichen Erfolges und entsprechender Lizenz hätte damit weiterhin einer Mannschaft aus der Division 1B der Weg in die Europa League offen gestanden.
Die Mannschaften auf den Plätzen 7 und 8 der Gesamttabelle sollten in fünf Spielen gegeneinander um den Abstieg in die Division 1 Amateure spielen. Dabei hätte  die Mannschaft auf Platz 7 zuerst Heimrecht und einen Vorsprung von drei Punkten gehabt. Dann wäre Spiel für Spiel das Heimrecht gewechselt wurden. Spiele, die Remis enden, wären nicht verlängert oder anderweitig entschieden wurden.
Es sollte die Mannschaft ab, die nach fünf Spielen weniger Punkte gehabt hätte bzw. die führende nicht mehr erreichen konnte.
Aufgrund der COVID-19-Pandemie wurde durch die Generalversammlung der Vereine vom 15. Mai 2020 nur für die Saison 2020/21 ein abweichender Modus beschlossen. Es werden weiterhin 28 Spieltage ausgetragen. Dabei spielten die acht Vereine in zwei Hin- und Rückrunden viermal gegeneinander. Die Mannschaft, die die Tabelle nach 28 Spieltagen anführte, stieg auf. Die Abstiegsregelung blieb unverändert.
Dabei sollte ab der Saison 2021/22 wieder nach dem bisherigen Modus gespielt werden. Nach längerer Diskussion wurde jedoch durch eine Generalversammlung der Vereine am 14. Juni 2021 ein anderer Modus für die Saison 2021/22 beschlossen.
Nunmehr spielten auch in der Saison 2021/22 die acht Vereine in zwei Hin- und Rückrunden viermal gegeneinander. Die Mannschaft, die die Tabelle nach 28 Spieltagen anführt, stieg auf. Die Mannschaft auf Platz 2 spielte in der Relegation gegen den Vorletzten der Division 1A um den letzten freien Platz. In die 1. Division Amateure stieg die Mannschaft ab, die am Schluss den letzten Platz belegte.
Bereits in der Generalversammlung der Vereine vom 14. Juni 2021 war beschlossen wurden, ab der Saison 2022/23 die Division 1B um die vier besten U23-Mannschaften aufzustocken.
Anfang März 2022 wurde der neue Modus dafür vorgestellt: Die 12 Vereine spielen zunächst in einer Doppelrunde die reguläre Saison aus. Die Abschlusstabelle dient als Grundlage für die Aufteilung der Vereine in die Play-off bzw. Play-down. Die sechs oberen Vereine spielen eine erneute Doppelrunde gegeneinander. Der Bestplatzierte nach der zweiten Doppelrunde steigt in die Division 1A auf. Falls dies eine U23-Mannschaft ist, steigt die nächstplatzierte Mannschaft auf.
Die sechs unteren Vereine spielen ebenso eine weitere Doppelrunde gegeneinander. Der Letztplatzierte nach dieser Doppelrunde steigt in die 1. Division Amateure ab. Dies kann auch eine U23-Mannschaft auf, unabhängig davon, ob aus der 1. Division Amateure eine U23-Mannschaft oder eine andere Mannschaft absteigt. Falls eine Mannschaft in die Division 1B absteigt, deren U23-Mannschaft dort spielt, steigt diese U23-Mannschaft in die 1. Division Amateure ab. Entsprechend kann die Zahl der U23-Mannschaften sich zur Saison 2023/24 ändern.
Punkte und Tore aus der regulären Saison werden in der Play-off und Play-down übernommen.
Nach der Saison 2022/23 stiegen drei Mannschaften aus der Division 1A ab und nur eine auf. Relegationsspiele waren nach der Saison 2022/23 nicht vorgesehen.
Da auch drei Mannschaften aus der 1. Division Amateure aufstiegen, spielen ab der Saison 2023/24 16 Mannschaften in der Division 1A, dabei in der Saison 2023/24 vier U 23-Mannschaften. Diese können nicht in die Division 1A aufstiegen, allerdings absteigen. Ebenso kann der Aufsteiger aus der 1. Division
Amateure eine U 23-Mannschaft sein. Falls eine Mannschaft in die Division 1B absteigt, deren U23-Mannschaft dort spielt, steigt diese U23-Mannschaft in die 1. Division Amateure ab. Dadurch kann sich die Zahl der U 23-Mannschaften in den nächsten Spielzeiten verändern.
Die 16 Vereine spielen zunächst in einer Doppelrunde die reguläre Saison aus.
Die beiden bestplatzierten Vereine steigen in die Division 1A auf. Die Mannschaften auf den Plätzen 3 bis 6 ermitteln den Teilnehmer am Relegationsspiel gegen den Zweiten der Abstiegs-Play-down der Division 1A.
Dabei spielt jeweils mit Hin- und Rückspiel die Mannschaft auf Platz 3 der Abschlusstabelle gegen die Mannschaft auf Platz 6 und die Mannschaft auf Platz 4 gegen die auf Platz 5. Die beiden Sieger spielen dann gegeneinander. Beim Rückspiel hat dabei immer der besser platzierte Verein das Heimrecht.
Die Mannschaften auf Platz 15 und 16 der Abschlusstabelle steigen in die 1. Division Amateure ab.

## Teilnehmer 2025/26
| Verein | Stadion                                                                                             | Ort des Stadions                                                                                    | Kapazität                                                                                           |
| die restlichen Vereine der Division 1B 2024/25 in der Reihenfolge der Platzierung in der Hauptrunde | die restlichen Vereine der Division 1B 2024/25 in der Reihenfolge der Platzierung in der Hauptrunde | die restlichen Vereine der Division 1B 2024/25 in der Reihenfolge der Platzierung in der Hauptrunde | die restlichen Vereine der Division 1B 2024/25 in der Reihenfolge der Platzierung in der Hauptrunde |
| --- | --------------------------------------------------------------------------------------------------- | --------------------------------------------------------------------------------------------------- | --------------------------------------------------------------------------------------------------- |
| RWD Molenbeek | Edmond-Machtens-Stadion                                                                             | Molenbeek-Saint-Jean                                                                                | 12.266                                                                                              |
| SK Beveren | Freethielstadion                                                                                    | Beveren                                                                                             | 13.290                                                                                              |
| Club NXT | Schiervelde Stadion                                                                                 | Roeselare                                                                                           | 08.340                                                                                              |
| KSC Lokeren-Tamise | Daknamstadion                                                                                       | Lokeren                                                                                             | 12.000                                                                                              |
| Lierse Kempenzonen | Herman-Vanderpoorten-Stadion                                                                        | Lier                                                                                                | 13.539                                                                                              |
| RFC Lüttich | Stade Rue de la Tonne                                                                               | Lüttich                                                                                             | 03.468                                                                                              |
| KAS Eupen | Kehrwegstadion                                                                                      | Eupen                                                                                               | 08.363                                                                                              |
| Lommel SK | Stadelijk Sportstadion                                                                              | Lommel                                                                                              | 12.500                                                                                              |
| Francs Borains | Stade Robert Urbain                                                                                 | Boussu                                                                                              | 06.000                                                                                              |
| RSC Anderlecht U23 | Lotto Park                                                                                          | Anderlecht                                                                                          | 21.500                                                                                              |
| RSC Anderlecht U23 | König-Baudouin-Stadion                                                                              | Brüssel                                                                                             | 50.122                                                                                              |
| RFC Seraing | Stade du Pairay                                                                                     | Seraing                                                                                             | 08.207                                                                                              |
| durch Beschluss der Generalversammlung von Pro League, damit wieder vier U 23-Mannschaften an der Division 1B teilnehmen, die beste U 23-Mannschaft der Saison 2024/25 = eigentlicher Absteiger aus der Division 1B 2024/25 | | | |
| KRC Genk U23 | Cegeka Arena                                                                                        | Genk                                                                                                | 23.718                                                                                              |
| der Verlierer des Relegationsspiel gegen den Zweiten der Play-down der Division 1A 2024/25 | | | |
| Patro Eisden Maasmechelen | Patro-Stadion                                                                                       | Maasmechelen                                                                                        | 06.490                                                                                              |
| die Absteiger aus der Division 1A 2024/25 in der Reihenfolge der Platzierung in der Play-down-Runde | | | |
| KV Kortrijk | Guldensporenstadion                                                                                 | Kortrijk                                                                                            | 09.399                                                                                              |
| K Beerschot VA | Olympiastadion Antwerpen                                                                            | Antwerpen                                                                                           | 12.771                                                                                              |
| die Aufsteiger aus der 1. Division Amateure 2024/25 in der Reihenfolge der Platzierung | | | |
| ROC Charleroi-Marchienne | Stade de la Neuville                                                                                | Charleroi                                                                                           | 12.164                                                                                              |
| KAA Gent U 23 | Planet Group Arena                                                                                  | Gent                                                                                                | 20.000                                                                                              |

## Torschützenkönige
| Saison  | Name                         | Mannschaft                         | Tore |
| ------- | ---------------------------- | ---------------------------------- | ---- |
| 2000/01 | Ibrahim Tankary              | SK Lommel                          | 21   |
| 2001/02 | Daniel Gomez Kristof Arys    | Royal Excelsior Virton KMSK Deinze | 19   |
| 2002/03 | Günther Thiebaut             | FC Denderleeuw                     | 23   |
| 2003/04 | Yves Buelinckx               | AFC Tubize                         | 24   |
| 2004/05 | Kristof Arys                 | Red Star Waasland                  | 19   |
| 2005/06 | Kristof Arys                 | Red Star Waasland                  | 19   |
| 2006/07 | Gabriel Persa                | KFC Dessel Sport                   | 21   |
| 2007/08 | Peter Utaka                  | Royal Antwerpen                    | 22   |
| 2008/09 | Hervé Ndjana Onana           | Red Star Waasland                  | 25   |
| 2009/10 | Kevin de Broyer              | KSK Ronse                          | 20   |
| 2010/11 | Hamdi Harbaoui               | Oud-Heverlee Leuven                | 24   |
| 2011/12 | Harlem Gnohéré               | RSC Charleroi                      | 18   |
| 2012/13 | Hervé Ndjana Onana           | AFC Tubize                         | 17   |
| 2013/14 | Jean Koffi Michael Lallemand | KVC Westerlo KAS Eupen             | 16   |
| 2014/15 | Romero Regales               | Lommel United                      | 22   |
| 2015/16 | Etien Velikonja              | Lierse SK                          | 24   |
| 2016/17 | Dylan de Belder              | Lierse SK                          | 21   |
| 2017/18 | Esteban Casagolda            | Oud-Heverlee Löwen                 |      |
| 2018/19 | Leonardo Miramar Rocha       | Lommel SK                          | 19   |
| 2019/20 | Thomas Henry                 | Oud-Heverlee Leuven                | 15   |
| 2020/21 | Georges Mikautadze           | RFC Seraing                        | 19   |
| 2021/22 | Daniel Maderner              | Waasland-Beveren                   | 13   |
| 2022/23 | Thierno Barry                | SK Beveren                         | 20   |
| 2023/24 | Goduine Koyalipou            | SK Beveren                         | 15   |

## Meister/Aufsteiger
| Saison  | Meister (** kein Aufstieg)  | weitere(r) Aufsteiger          |
| ------- | --------------------------- | ------------------------------ |
| 1909/10 | RC de Malines               | –                              |
| 1910/11 | Racing Gent                 | –                              |
| 1911/12 | FC Lüttich                  | CS Verviétois                  |
| 1912/13 | AA La Gantoise              | Leopold Club de Bruxelles      |
| 1913/14 | Uccle Sport                 | RC de Malines                  |
| 1914–19 | Kein Wettbewerb             | –                              |
| 1919/20 | Standard Lüttich**          | RFC Tilleur**                  |
| 1920/21 | Standard Lüttich            | FC Malinois + SC Anderlechtois |
| 1921/22 | Uccle Sport                 | Berchem Sport                  |
| 1922/23 | RFC Lüttich                 | Racing Gent                    |
| Saison  | A Meister                   | B Meister                      |
| 1923/24 | SC Anderlechtois            | White Star Woluwe AC           |
| 1924/25 | RFC Tilleur                 | CS Verviétois                  |
| 1925/26 | Racing Club de Bruxelles    | FC Malinois                    |
| Saison  | Meister                     | Aufsteiger                     |
| 1926/27 | Lierse SK                   | RSC Anderlecht                 |
| 1927/28 | FC Malinois                 | RFC Tilleur                    |
| 1928/29 | FC Brügge                   | RSC Anderlecht                 |
| 1929/30 | RFC Montegnée               | Tubantia AC                    |
| 1930/31 | Royal Racing Gent           | FC Turnhout                    |
| Saison  | A Meister                   | B Meister                      |
| 1931/32 | KVV Lyra                    | Racing Club de Bruxelles       |
| 1932/33 | Belgica FC Edegem           | RFC Tilleur                    |
| 1933/34 | White Star AC               | Berchem Sport                  |
| 1934/35 | FC Brügge                   | RSC Anderlecht                 |
| 1935/36 | FC Turnhout                 | ARA La Gantoise                |
| 1936/37 | RC Tirlemont                | ROC Charleroi                  |
| 1937/38 | Boom FC                     | RCS Brügge                     |
| 1938/39 | SC Eendracht Aalst          | RFC Tilleur                    |
| 1939/40 | Kein Wettbewerb             | –                              |
| 1940/41 | Kein Wettbewerb             | –                              |
| 1941/42 | RCS La Forestoise           | Racing Club de Bruxelles       |
| 1942/43 | KVV Lyra                    | Berchem Sport                  |
| 1943/44 | Sint-Niklaasse SK           | FC Lüttich                     |
| 1944/45 | Kein Wettbewerb             | –                              |
| 1945/46 | FC Brügge                   | KVV Lyra                       |
| 1946/47 | Royal Uccle Sport           | Sporting Charleroi             |
| 1947/48 | RC Mechelen KM              | RFC Tilleur                    |
| 1948/49 | Stade Löwen                 | FC Brügge                      |
| 1949/50 | Daring Club Brüssel SR      | KFC Beringen                   |
| 1950/51 | Royale Union Saint-Gilloise | RUS Tournaisienne              |
| 1951/52 | Royal Racing Gent           | KFC Beringen                   |
| Saison  | Meister                     | Aufsteiger                     |
| 1952/53 | KVV Lyra                    | Lierse SK                      |
| 1953/54 | KSV Thor Waterschei         | Racing Club de Bruxelles       |
| 1954/55 | Royal Daring Club           | KFC Beringen                   |
| 1955/56 | RCS Verviétois              | Sporting Charleroi             |
| 1956/57 | KSV Thor Waterschei         | St.-Truidense VV               |
| 1957/58 | KFC Beringen                | RUS Tournaisien                |
| 1958/59 | Racing Club de Bruxelles    | FC Brügge                      |
| 1959/60 | KSC Eendracht Aalst         | Patro Eisden                   |
| 1960/61 | KFC Diest                   | RCS Brügge                     |
| 1961/62 | Berchem Sport               | KFC Beringen                   |
| 1962/63 | KFC Malinois                | KFC Turnhout                   |
| 1963/64 | R. Union Saint-Gilloise     | RFC Tilleur                    |
| 1964/65 | Royal White Star AC         | KFC Malinois                   |
| 1965/66 | KSV Waregem                 | Sporting Charleroi             |
| 1966/67 | SK Beveren                  | ROC Charleroi                  |
| 1967/68 | ARA La Gantoise             | Royale Union Saint-Gilloise    |

| Saison  | Meister (** kein Aufstieg)  | weitere(r) Aufsteiger                             |
| ------- | --------------------------- | ------------------------------------------------- |
| 1968/69 | AS Ostende KM               | Crossing Schaerbeek                               |
| 1969/70 | KFC Diest                   | Royal Antwerpen                                   |
| 1970/71 | Cercle Brügge               | KV Mechelen                                       |
| 1971/72 | Berchem Sport               | KFC Beringen                                      |
| 1972/73 | SK Beveren-Waas             | KSV Waregem                                       |
| 1973/74 | ROC Montignies              | AS Ostende KM KFC Winterslag + Sporting Charleroi |
| 1974/75 | RC Mechelen KM              | R.A.A. La Louvière                                |
| 1975/76 | KFC Winterslag              | KV Kortrijk                                       |
| 1976/77 | Boom FC                     | R.A.A. La Louvière                                |
| 1977/78 | KSV Thor Waterschei         | Berchem Sport                                     |
| 1978/79 | Cercle Brügge               | KSC Hasselt                                       |
| 1979/80 | KAA Gent                    | KV Kortrijk                                       |
| 1980/81 | KSK Tongeren                | KV Mechelen                                       |
| 1981/82 | RFC Seraing                 | Beerschot VAV                                     |
| 1982/83 | KV Mechelen                 | KFC Beringen                                      |
| 1983/84 | Sint-Niklase SK             | Racing Jet Wavre                                  |
| 1984/85 | RWD Molenbeek               | Sporting Charleroi                                |
| 1985/86 | Berchem Sport               | Racing Jet Wavre                                  |
| 1986/87 | Sint-Truidense VV           | KFC Winterslag                                    |
| 1987/88 | KRC Mechelen                | Lierse SK                                         |
| 1988/89 | Germinal Ekeren             | RFC Seraing                                       |
| 1989/90 | RWD Molenbeek               | KRC Genk                                          |
| 1990/91 | KSK Beveren                 | Eendracht Aalst                                   |
| 1991/92 | SK Lommel                   | Boom FC                                           |
| 1992/93 | RFC Seraing                 | KV Ostende                                        |
| 1993/94 | Sint-Truidense VV           | Eendracht Aalst                                   |
| 1994/95 | KSV Waregem                 | KRC Harelbeke                                     |
| 1995/96 | Sporting Lokeren            | KRC Genk + Excelsior Mouscron                     |
| 1996/97 | KSK Beveren                 | KVC Westerlo                                      |
| 1997/98 | KV Oostende                 | KV Kortrijk                                       |
| 1998/99 | KV Mechelen                 | KFC Verbroedering Geel                            |
| 1999/00 | Royal Antwerpen             | R.A.A. La Louvière                                |
| 2000/01 | SK Lommel                   | RWD Molenbeek                                     |
| 2001/02 | KV Mechelen                 | RAEC Mons                                         |
| 2002/03 | Cercle Brügge               | KSK Heusden-Zolder                                |
| 2003/04 | FC Brüssel RWDM             | KV Ostende                                        |
| 2004/05 | SV Zulte-Waregem            | KSV Roeselare                                     |
| 2005/06 | RAEC Mons                   | –                                                 |
| 2006/07 | FC Verbroedering Dender     | Yellow-Red KV Mechelen                            |
| 2007/08 | KV Kortrijk                 | AFC Tubize                                        |
| 2008/09 | Sint-Truidense VV           | –                                                 |
| 2009/10 | Lierse SK                   | KAS Eupen                                         |
| 2010/11 | Oud-Heverlee Löwen          | RAEC Mons                                         |
| 2011/12 | Sporting Charleroi          | Waasland-Beveren                                  |
| 2012/13 | KV Ostende                  | –                                                 |
| 2013/14 | KVC Westerlo                | Royal Mouscron-Péruwelz                           |
| 2014/15 | VV St. Truiden              | Oud-Heverlee Löwen                                |
| 2015/16 | Royal White Star Brüssel**  | KAS Eupen                                         |
| 2016/17 | Royal Antwerpen             | –                                                 |
| 2017/18 | Cercle Brügge               | –                                                 |
| 2018/19 | KV Mechelen                 | –                                                 |
| 2019/20 | K Beerschot VA              | Oud-Heverlee Löwen                                |
| 2020/21 | Royale Union Saint-Gilloise | RFC Seraing                                       |
| 2021/22 | KVC Westerlo                | –                                                 |
| 2022/23 | RWD Molenbeek               | –                                                 |
| 2023/24 | K Beerschot VA              | F.C.V. Dender E.H.                                |
| 2024/25 | SV Zulte Waregem            | RAAL La Louvière                                  |